# Blandfordia cunninghamii
Blandfordia cunninghamii là một loài thực vật có hoa trong họ Blandfordiaceae. Loài này được Lindl. mô tả khoa học đầu tiên năm 1845.

## Hình ảnh

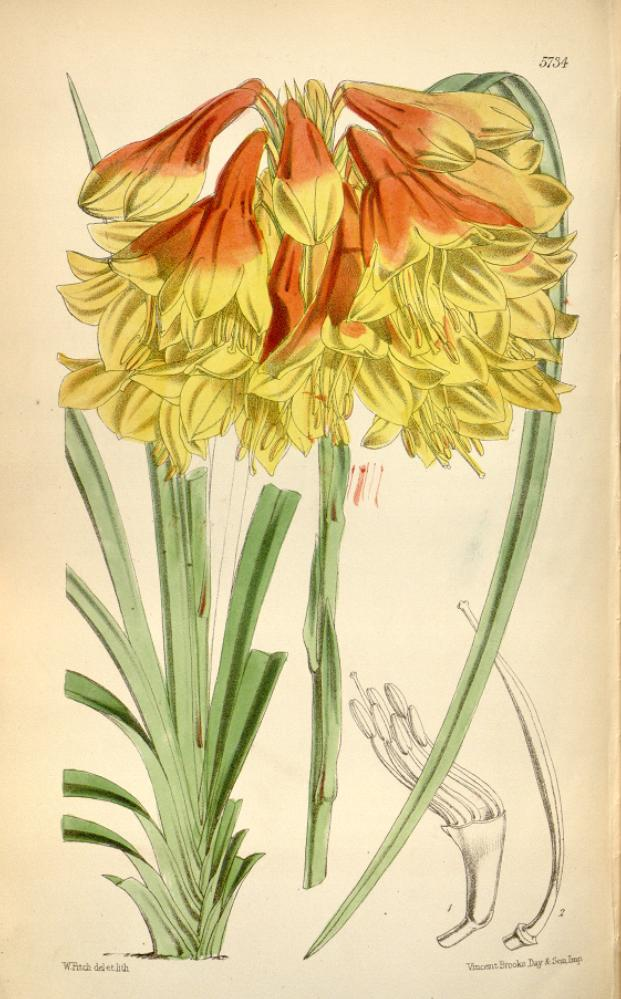